# Mandung (Kokop)
Mandung is een bestuurslaag in het regentschap Bangkalan van de provincie Oost-Java, Indonesië. Mandung telt 6058 inwoners (volkstelling 2010).